# Patrice Hauret
Patrice Hauret (* 1977 in Pau) ist ein französischer angewandter Mathematiker, der sich mit numerischen Methoden in der Mechanik befasst.
Hauret studierte an der École polytechnique, an der er 2004 bei Patrick Le Tallec promoviert wurde (Méthodes numériques pour la dynamique des structures non linéaires incompressibles à deux échelles, Übersetzung: Numerische Methoden für die dynamische Analyse von nichtlinearen, inkompressiblen Zweiskalen-Strukturen). 2011 habilitierte er sich (Contributions to the dynamic analysis of multiscale structures). Er forscht bei Michelin in Scientific Computing.
Er forscht über nichtlineare Festkörpermechanik, Zeit-Integrationsmethoden, Gebietszerlegungsverfahren und Multiskalen-Verfahren, vermischte Verfahren wie Mortar-Diskretisierung und mechanische Kontaktprobleme.
2016 erhielt er den Felix Klein Prize.